# Charles Spielberger

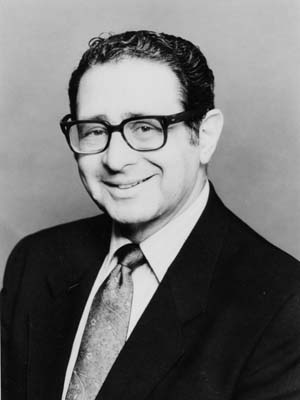
Charles Spielberger

Charles Donald Spielberger (* 28. März 1927; † 12. Juni 2013) war ein klinischer Psychologe, der durch sein State-Trait-Angstmodell bekannt wurde.

## Leben
Seinen PhD in Psychologie machte Charles D. Spielberger 1954 an der University of Iowa. 1991 war er Präsident der American Psychological Association.
Von 1972 bis 2003 war er Professor für Psychologie an der University of South Florida in Tampa, seit 2003 ist er emeritiert.
Er verstarb am 12. Juni 2013 und hinterließ seine Frau Carol und seinen Sohn Nicholas.

## State-Trait-Angstmodell
Das State/Trait Anxiety Inventory (STAI) wurde erstmals 1970 von Spielberger, Gorsuch & Lushene veröffentlicht und 1983 zur aktuellen Form überarbeitet.
Das Inventar basiert auf einer 4-Punkt Likert-Skala und stellt ein Fragebogenverfahren zur Erfassung aktueller und habitueller Angst dar.

## Veröffentlichungen (Auswahl)
- The measurement of state and trait anxiety: Conceptual and methodological issues. In: L. Levi (Hrsg.): Emotions: Their Parameters and Measurement. New York 1975.
- als Hrsg.: Adapting Educational and Psychological Tests for Cross-Cultural Assessment. Lawrence Erlbaum Assoc Inc, 20. Juni 2006.
- als Hrsg.: Stress and Emotion: Anxiety, Anger and Curiosity, Volume 17: v. 17 (Series on Stress and Emotion). Routledge Chapman & Hall, Oktober 2005.